# Voglia di volare
Voglia di volare è una miniserie televisiva italiana in quattro puntate del 1984, diretta da Pier Giuseppe Murgia, con Gianni Morandi e Claude Jade. Venne trasmessa in prima visione su Rai 1 dal 2 dicembre al 23 dicembre 1984.

## Trama
Il pilota italiano Davide e sua moglie, la guida turistica tedesca Barbara, si sono separati. La loro figlia, Andreina, rimane con Davide. Per prima cosa la ragazza vuole sbarazzarsi della nuova fiamma del padre, Valerie, una modella. E Andreina trova un'amica nella figlia della vicina, Nicoletta. Barbara inizia una relazione con Steve Carrington, un generale della NATO. La madre di Davide non vuole Barbara in casa sua. E il padre di Davide, affetto da demenza, non capisce nulla di tutto questo. Andreina passa un po' di tempo con Barbara e Steve. Ma provoca l'amante della madre. Al suo ritorno, Andreina diffonde la voce che i suoi genitori stanno tornando insieme. Davide, abbandonato da Valerie, incontra Barbara per l'udienza di divorzio. Andreina si innamora, dapprima dell'insegnante di italiano, poi di un ragazzo, Stefano, quindi di un cantante rock, Jerry. Ma quest'ultimo si mette poi con una nuova ragazza, e Andreina tenta il suicidio. Davide, che ha avuto un breve rapporto con l'autostoppista Christina, arriva in tempo e porta anche Barbara a casa sua. Andreina ha un flirt con il biondo inglese Dirk. Il padre di Davide muore. Barbara va al funerale: ha lasciato Steve perché lui la picchiava. Davide e Barbara dormono insieme. Vogliono riprovarci, ma lentamente.